# 나가야마 구니오
나가야마 구니오(일본어: 永山 邦夫, 1970년 9월 16일 ~ )는 일본의 전 축구 선수이다.

## 구단 경력
1989년 일본 사커 리그의 닛산 자동차(요코하마 F. 마리노스)에 입단했다. 2003년까지 196경기에 출전하여, 8득점을 넣었다. 3번의 리그 우승을 차지했다. 2003년후 현역 은퇴.